# Визе, Малгожата
Малгожата Визе-Юзвяк (пол. Małgorzata Wiese-Jóźwiak; род. 16 марта 1961, Быдгощ) — польская шахматистка, гроссмейстер (1981) среди женщин.
Чемпионка Польши (1985). В составе сборной Польши участница шести Олимпиад (1978—1988). На 9-й Олимпиаде (1980) в Валлетте команда заняла 3-е место.

## Изменения рейтинга
| Графики недоступны из-за технических проблем. См. информацию на Фабрикаторе и на mediawiki.org. |